# 1993年バレーボール男子アジア選手権
1993年バレーボール男子アジア選手権（1993 Asian Men's Volleyball Championship）は、1993年9月11日から9月19日にかけてタイ王国のナコーンラーチャシーマーで開催された、アジアバレーボール連盟主催の第7回バレーボールアジア選手権男子大会。
出場国は16カ国。韓国が2大会ぶり2回目の優勝を飾った。

## 最終結果
| 順位 | 国                   |
| ---- | -------------------- |
| 1    | 韓国                 |
| 2    | カザフスタン         |
| 3    | 日本                 |
| 4    | 中国                 |
| 5    | イラン               |
| 6    | オーストラリア       |
| 7    | タイ                 |
| 8    | パキスタン           |
| 9    | インド               |
| 10   | チャイニーズタイペイ |
| 11   | ニュージーランド     |
| 12   | カタール             |
| 13   | スリランカ           |
| 14   | クウェート           |
| 15   | フィリピン           |
| 16   | バングラデシュ       |